# Landdrost en Assessoren van Utrecht
Landdrost en Assessoren van Utrecht was een Nederlands college dat onder meer de financiën in het departement Utrecht beheerde. Het college was actief van 14 mei 1807 tot 31 december 1810.
Aan het hoofd van het departement Utrecht stond een landdrost. Deze landdrost, hoofd van het college Landdrost en Assessoren van Utrecht, en diverse assessoren, minimaal zes, vormden samen het college Landdrost en Assessoren van Utrecht. De landdrost, die werd bijgestaan door de assessoren, had onder andere toezicht over de politie, de uitvoering van alle wetten en bevelen van de regering en de gemeenten.